# Juanoto Berardi
Juanoto Berardi (Florencia, 1457 - Sevilla, 15 de diciembre de 1495), en italiano Giannotto Berardi, fue un comerciante florentino afincado en Sevilla dedicado principalmente a la trata de esclavos y el comercio de orchilla. Proporcionó apoyo y financiación a  Cristóbal Colón para el descubrimiento de América, por lo que terminó arruinado.

## Biografía
La familia Berardi se dedicaba al tejido de la seda en la aldea de San Pancracio, cerca de Florencia. Giannotto, nacido en 1457, se trasladó muy joven a Lisboa para estar junto a su padre, el empresario Lorenzo Berardi. Allí empezó a dedicarse a la trata de esclavos asociado con su hermano Gianetto y con Bartolomeo Marchionni.
Berardi se estableció en Sevilla desde al menos 1485. Allí recibía los esclavos que le enviaba su socio Marchioni, que tenía en concesión una buena parte de la trata de esclavos africanos portuguesa. Además de los esclavos Berardi se dedicó al comercio de la orchilla, contando como socios con el genovés Francisco de Riberol y el inglés John Day, y al de otros productos como la madera o los paños. En 1489 tuvo que conceder un préstamo forzoso a la Corona de 60.000 maravedíes para financiar el cerco de Baza, durante la Guerra de Granada.
Desde finales de los años 1480 o principios de los 1490 se hizo cargo de la delegación comercial en Sevilla de Lorenzo di Pierfrancesco de' Medici, por recomendación de Donato Nicolini. En 1491 o 1492 se incorporó al servicio de Berardi en Sevilla otro florentino enviado por Lorenzo di Pierfrancesco: Amerigo Vespucci. Otros colaboradores de Berardi fueron Francisco Ridolfo, Jerónimo Rufaldi, Lorenzo de Rabata y Diego de Ocaña.
Llegó a ser una figura central en el círculo que promovió la expansión castellana por el Atlántico, tanto por las Canarias como por las Indias. Presentó a Cristóbal Colón primero al duque de Medina Sidonia y finalmente a la corte de los Reyes Católicos. Financió junto al banquero genovés Francisco de Riberol la conquista de la isla de La Palma en 1492 por Alonso Fernández de Lugo. Por ese motivo se encontraba en la Corte, a las afueras de Granada, cuando los Reyes firmaron con Colón las "Capitulaciones de Santa Fe" en abril de 1492. Para su primer viaje a las Indias, Colón tuvo que aportar 500.000 maravedíes, un capital que no poseía personalmente. Si bien no se sabe a ciencia cierta quién se lo prestó, la historiadora Consuelo Varela ha argumentado que probablemente fuera Berardi. Al regresar Colón de esta expedición, Berardi fue una de las primeras personas a las que visitó. El 23 de mayo de 1493 recibió de la Corona el encargo de armar una nave para el Almirante, que finalmente se convirtió en una flota de 17 barcos que zarpó para las Indias el 25 de septiembre (segundo viaje de Colón). Poco después Berardi recibió en su casa a Bartolomé Colón, hermano del Almirante, antes de que partiera hacia la la Española. En 1494 los hermanos Colón le enviaron a Berardi un gran contingente de esclavos con el que esperaban conseguir grandes beneficios económicos pero los Reyes anularon la venta por dudas sobre su legalidad. Ese año Berardi recibió la "carta de naturaleza" de la Corona de Castilla y les escribió a los Reyes un Memorial en el que recomendaba abrir el negocio de las Indias a la iniciativa privada en vez de limitarlo a un monopolio entre Colón y la Corona. En 1495 recibió de la Corona el encargo de armar doce carabelas para enviarle provisiones a Colón en la Española. Por falta de fondos solo pudo aparejar cuatro, que finalmente se hicieron a la mar en enero de 1496, ya muerto Berardi. Las cuatro naufragaron frente a las costas de Cádiz.
Berardi invirtió y perdió mucho dinero en las expediciones de Colón, persistiendo incluso cuando ya estaba claro que no había encontrado una ruta corta a Asia. Descuidó sus otros negocios y rompió sus vínculos con Nicolini y con Lorenzo di Pierfrancesco. En su testamento en 1495 dijo que Colón le debía 180.000 maravedíes, por lo que a su vez él dejó deudas cuantiosas a sus socios comerciales. En 1512 sus herederos aun le debían 144.000 maravedíes a Vespucci.

## Familia
Se conocen los siguientes familiares de Juanoto Berardi:
- Padre: Lorenzo Berardi
- Madre:
- Hermanos: Gianetto Berardi
- Esposa: Elvira Ramírez, que hizo testamento en 1507.
- Hijos: al menos dos, Lorenzo (fallecido en Florencia en 1494) y María, declarada heredera universal en el testamento de Berardi.

En Sevilla la familia de Berardi residió en la calle Francos. Juanoto fue enterrado probablemente en la iglesia de San Román.